# Лев'ятинське болото
Лев'я́тинське боло́то — ботанічний заказник місцевого значення в Україні. Розташований у Дубенському районі Рівненської області, поблизу села Лев'ятин, на околиці міста Радивилів.
Площа 23 га. Перебуває у віданні ДП СЛАП «Радивилівський держспецлісгосп» (кв. 54 вид. 5-7, 9-16). Заснований рішенням облвиконкому № 98 від 18.06.1991 року.
Територія заказника розташована в заплаві річки Слонівка.
На болоті переважають вільхово-осоково-гіпнові ценози. Значну площу займають угруповання з валеріаною цілолистою, рідкісним західноєвропейським видом, який перебуває тут на східній межі ареалу. На болоті трапляються такі червонокнижні види рослин, як центральноєвропейський реліктовий вид на східній межі ареалу — осока Девелла, євроазійський вид на південній межі ареалу — пальчатокорінник Фукса та євроазійсько-середземноморський вид — коручка болотна. Особливу цінність болоту надає наявність фрагментів рідкісних реліктових угруповань осоки Девелла, занесеної до Зеленої книги України. На болоті багате лучно-болотне різноманіття, серед якого виявлені осока піхвова, валеріана болотна, осока чорна, гадючник в'язолистий, два вида живокосту — лікарський та Бессера, м'ята лучна, вовче тіло болотне, незабудка болотна та інші види.

## Галерея

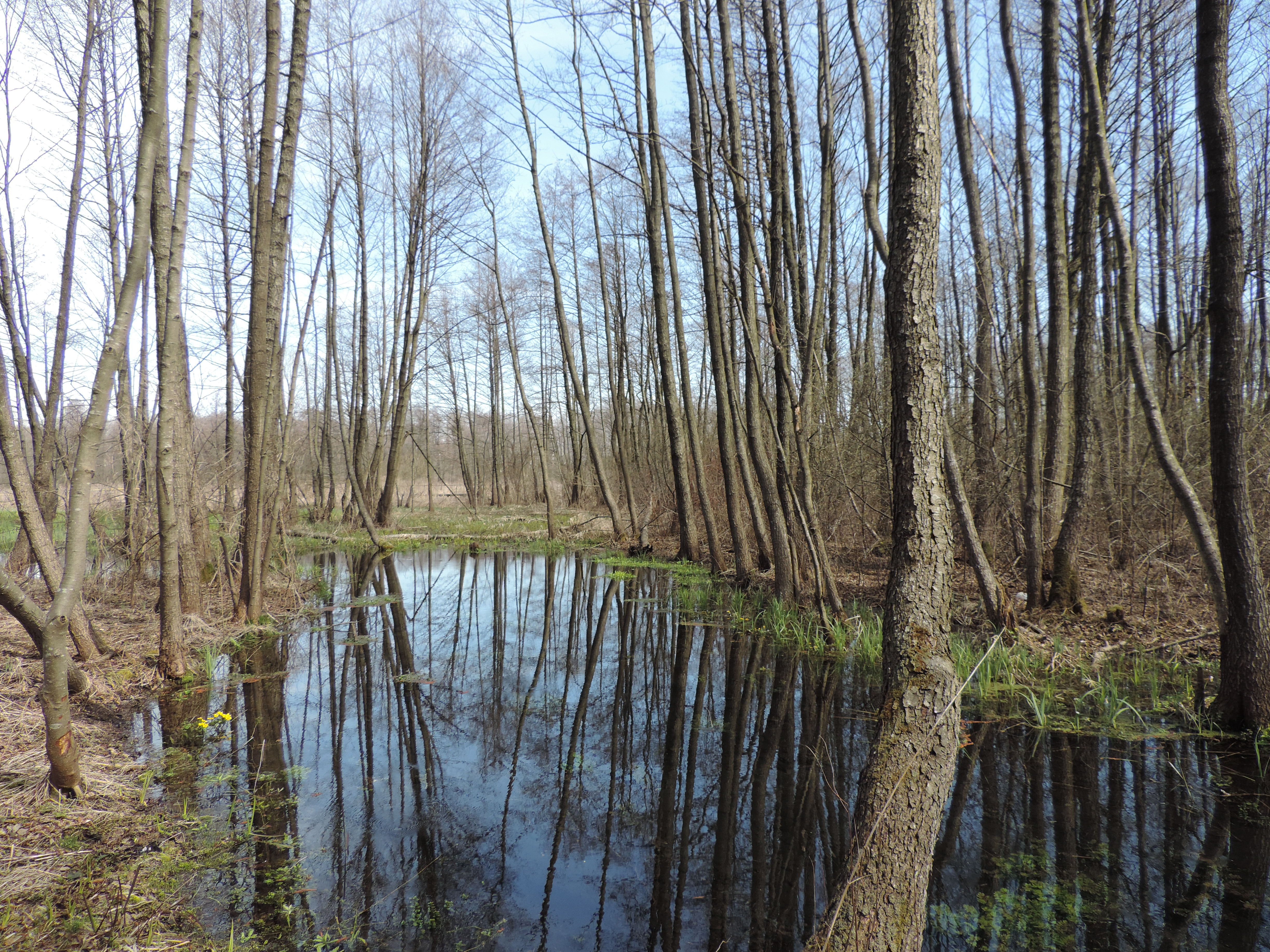
Річка
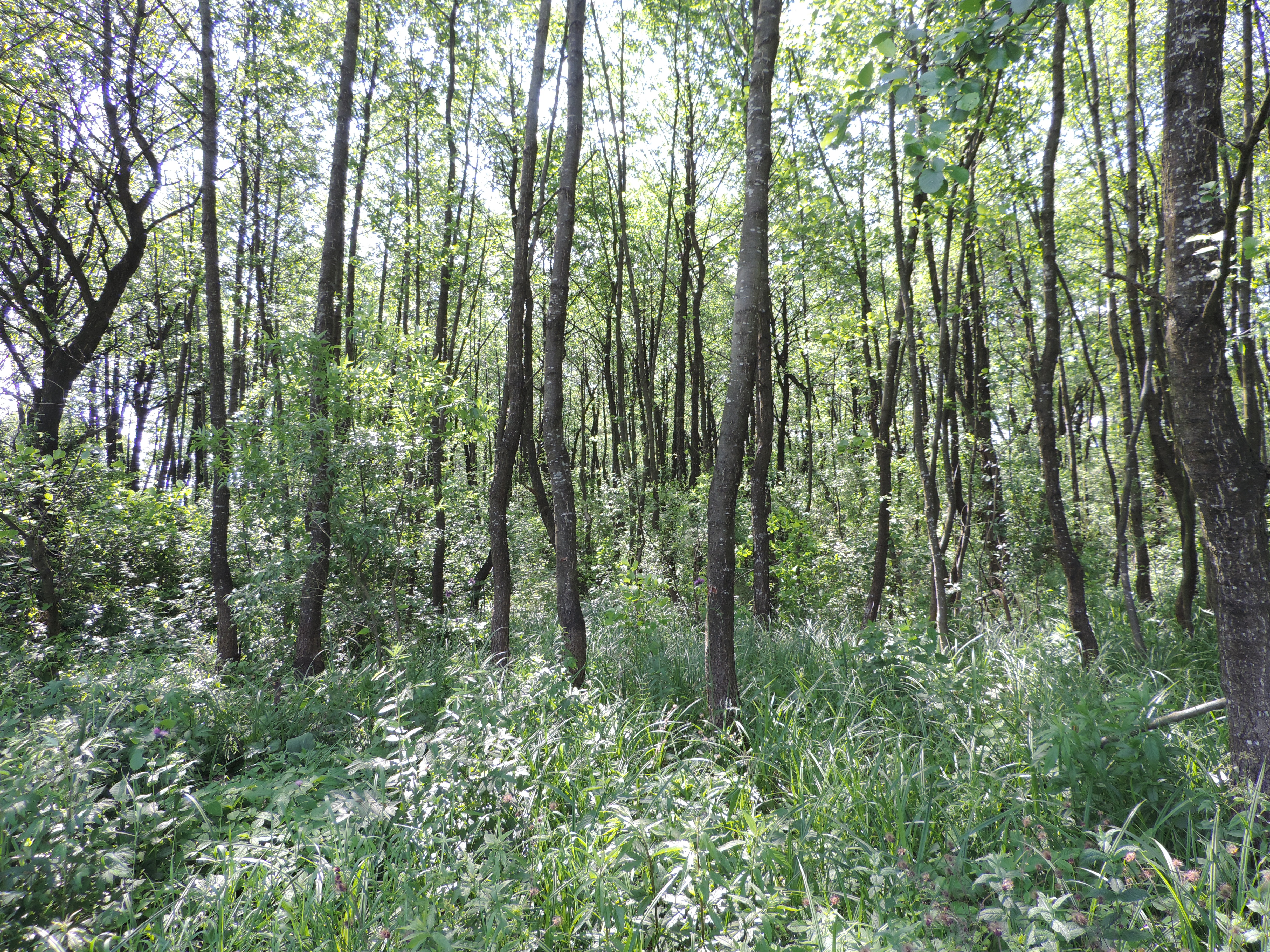
Вільховий ліс
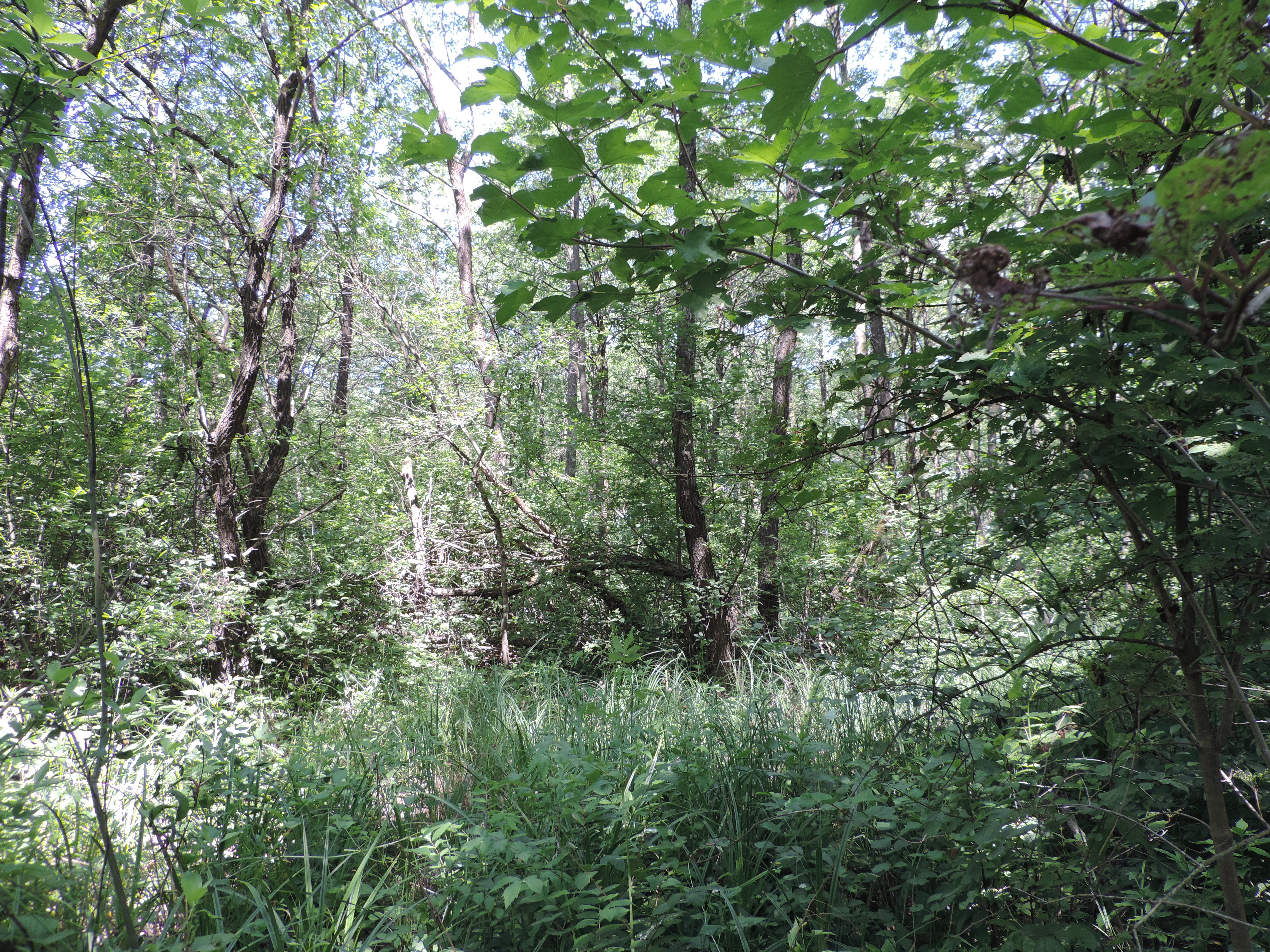
Хащі